# てらしまけいじ
てらしまけいじ（本名：寺島 敬治）は、日本の漫画家（1950年 - 2022年11月20日）。福島県いわき市出身。

## 略歴
1970年 - 1975年、フジオプロでアシスタント。フジオプロ在籍中の1972年に『馬次郎がやって来る』で漫画家デビュー。2016年、フジオプロ時代の思い出を描いた漫画『赤塚不二夫の旗の下に フジオプロの青春』（ジーオーティー）を出版。
1975年ごろには、「てらひまロミオ」名義で『中一コース』の読者参加ページ「てらひまロミオとキミのアジャパー狂室」「てらひまロミオとキミのワッセワセ狂室」を担当していた。

## 作品リスト
- 馬次郎がやって来る（初出 1972年、「フジオプロ作品集」（1975年刊）所収）
- バカ草物語（週刊少年サンデー、初出 1973年）[6]
- ミス・ネッシー（週刊少年サンデー、初出 1974年）[7]
- 高田のババ（週刊少年サンデー、1975年35号掲載）[8]
- それいけマザコン（コミックバンバン増刊号、初出 1989年）[9]
- おちゃらか社員（ヤングコミック）[10]
- あららんけちょ!![11]
- 赤塚不二夫の旗の下に フジオプロの青春（2016年）[12]
- 平成お馬鹿たち[13]
- ゴルフお馬鹿たち[14]